# Comandos Aulladores (personajes)
Los Comandos Aulladores es el nombre de varios grupos de ficción que aparecen en los cómics estadounidenses publicados por Marvel Comics.

## Historia del equipo ficticio

### La Segunda Guerra Mundial
El primer grupo de Comandos Aulladores fue una unidad especial de élite formada en la Segunda Guerra Mundial. El equipo original consistió en:
- Sargento Nicholas Joseph "Nick" Fury
- Cabo Timothy Aloysius Cadwallader "Dum Dum" Dugan
- Soldado raso Isadore "Izzy" Cohen
- Soldado raso Gabriel "Gabe" Jones
- Soldado raso Dino Manelli
- Soldado raso Robert "Rebel" Ralston
- Soldado raso Jonathan "Junior" Juniper
- Soldado raso Percival "Pinky" Pinkerton: Un soldado Británico, en el número #8.
- Soldado raso Eric Koenig: Un desertor de Alemania nazi. Se unió al escuadrón en el número 27.

Ocasionalmente, otros miembros se unirían por un tema o dos antes de ser asesinados, transferidos o de otro modo irse (como Fred Jones en el número 81). También atrevidamente por el momento, la serie mató a la novia de Fury, la enfermera británica Pamela Hawley, presentada en el número 4 y asesinada en un ataque aéreo de Londres en el puesto 18.

### Comandos aulladores de Nick Fury
Un segundo equipo de Comandos Aulladores fue presentado en la serie de 2005, Comandos Aulladores de Nick Fury como una unidad sobrenatural que trabaja para S.H.I.E.L.D.. Sus miembros fueron:
- Clay Quartermain: el oficial al mando del Área 13. Se hace cargo en el primer número de Dum Dum Dugan.
- Lobo Guerrero (nombre real Vince Marcus): el líder del campo. Él es un hombre lobo que puede transformarse voluntariamente cada vez que Marte está en el cielo nocturno.
- Nina Price, Vampiro por la Noche: Una mujer que es mitad vampiro y mitad hombre lobo.
- N'Kantu, la Momia Viviente: un personaje previamente existente. N'Kantu es un príncipe no muerto del Antiguo Egipto.
- Frankenstein: Un clon inteligente del Monstruo de Frankenstein original. En el número 1 se mencionó brevemente cómo este proceso no produjo clones diferentes de las diversas partes del cuerpo que componen el monstruo original. La respuesta fue "No vayas allí".
- Hombre Gorila I: un personaje previamente existente. Kenneth Hale es un hombre atrapado en el cuerpo de un gorila. Él ahora es un miembro de los Agentes de Atlas.
- John Doe: Un zombi representado con una inteligencia normal a nivel humano, en contraste con otros personajes zombies en el universo de Marvel.

### Invasión Secreta
Un tercer grupo de "Comandos" se presenta en Mighty Avengers # 13. Después de descubrir la invasión Skrull, Nick Fury ensambla un equipo formado por los descendientes de varios superhéroes y supervillanos. Los miembros de este equipo son:
- Quake: exmiembro de S.H.I.E.L.D. e hija de Mister Hyde. Ella posee el poder de crear vibraciones como terremotos.
- Fobos: El hijo de diez años de Ares. Él posee el poder de causar temor en los demás al mirarlos a los ojos.
- Druida: el hijo del Doctor Druid que ha heredado algunas de las habilidades de su padre con magia.
- Yo-Yo: La hija del Grifo. Ella puede correr a una velocidad sobrehumana y rebota hasta el punto donde comenzó a correr.
- Hellfire: El nieto del Jinete Fantasma. Él es capaz de cargar una cadena con fuego para empuñar como un arma.
- Stonewall: Hijo del Hombre Absorbente. Daisy Johnson lo libera de la cárcel después de que lo encarcelen por golpear a un policía. Posee fuerza sobrehumana. Muy poco se ha revelado hasta ahora sobre el personaje.

### Dark Reign
En Secret Warriors # 4 y # 5, como se vio durante la historia del Dark Reign, se revela que 1200 agentes de S.H.I.E.L.D. se rehusaron a unirse a H.A.M.M.E.R. luego del ascenso al poder de Norman Osborn. Bajo el liderazgo de Dum Dum Dugan y Gabe Jones, se convirtieron en una compañía militar privada contratada por Nick Fury para luchar contra HYDRA y H.A.M.M.E.R.

### Versión de Black Ops
Una nueva encarnación de los Comandos Aulladores se ordena para aprehender al Punisher después de que se mude a Los Ángeles. La versión negra ops está dirigida por Sidewinder y sus miembros incluyen Ruby Red, Myers y Buzzkill.

### Comandos Aulladores de Phil Coulson
Phil Coulson más tarde formó su versión de Comandos Aulladores para combatir la peste sin sentido de Dormammu. El equipo consistió en:
- Frankenstein[2]
- Hombre Cosa[3]
- N'Kantu, la Momia Viviente[3]
- Zombie[3]

### Comandos Aulladores de S.H.I.E.L.D.
Un nuevo equipo de Comandos Aulladores bajo el mando de S.T.A.K.E. formaba parte de All-New All-Different Marvel liderado por el reconstruido LMD de Dum Dum Dugan y bajo la supervisión de Lobo Guerrero. Consiste en:
- Jasper Sitwell en forma zombi
- Vampiro por la Noche
- Hombre Cosa
- Hombre Anfibio
- Orrgo
- Abominación Adolescente
- Hit-Monkey[4]

## Otras versiones

### MAX
En Fury and Fury: Peacemaker, de Garth Ennis, Comandos Aulladores era una unidad de operaciones especiales OSS creada por Fury y modelada según el SAS. La mayor parte de la alineación de la unidad se eliminó después del Día D, y solo sobrevivieron Fury y otros dos miembros (uno de los cuales probablemente sea Dum-Dum Dugan, que aparece en Fury MAX).

### Ultimate Marvel
En el universo de Ultimate, Comandos Aulladores era una unidad de Ranger del ejército de los EE. UU., Escoltando a un Wolverine encarcelado durante la Guerra del Golfo. El convoy fue atacado por la Guardia Republicana Iraquí, matando a todos menos a Fury. Dum-Dum Dugan aparece en la actualidad, insinuando que estaba en otro lugar en ese momento.
Durante el cómic de Ultimate X-Men, Nick Fury envía una unidad especial S.H.I.E.L.D. para proteger el Triskelion de elementos de la Academia del Mañana, que vinieron a crear uno propio. 
Una nueva versión de Comandos Aulladores apareció en Ultimate Comics: Ultimates # 20; La directora de S.H.I.E.L.D., Monica Chang, concede a Nick Fury y al exsoldado de HYDRA, Abigail Brand, la oportunidad de asumir el poder creciente de Hydra.
El equipo completo finalmente hace su debut durante el ataque de Dark Ultimates en la Tierra. Además de Nick Fury, Monica Chang y Abigail Brand, la lista está compuesta por Punisher, Falcon, Estatura, Dum Dum Dugan, Danny "The Ghost" Ketch, Emil "The Abomination" Blonsky, y Hércules

### La Sra. Deadpool y los Comandos Aulladores
Durante la historia de Secret Wars, una variación de los Comandos Aulladores reside en el dominio Battleworld de Monster Metropolis, que se encuentra debajo del Reino de Manhattan. Consiste en el Monstruo de Frankenstein, Hombre invisible, Hombre-cosa, Marcus el Centauro, N'Kantu la Momia viviente y Hombre Lobo.

## En otros medios

### Televisión animada
- La encarnación de la Segunda Guerra Mundial de los Comandos Aulladores hace un cameo en el episodio de X-Men: La Serie Animada, "Viejos Soldados".
- La encarnación de la Segunda Guerra Mundial de los Comandos Aulladores aparece en The Avengers: Earth's Mightiest Heroes. En el episodio "Conoce al Capitán América", ellos consisten en Jack Fury, Dum Dum Dugan, Dino Manelli, Pinky Pinkerton, Rebel Ralston, Gabe Jones, Izzy Cohen y James "Logan "Howlett (más tarde Wolverine).
- Los Comandos Aulladores de Nick Fury aparecen en Ultimate Spider-Man, en los episodios de la temporada 2, "Blade" y "Los Comandos Aulladores". En esta versión, ellos consisten en Hombre Lobo, N'Kantu, la Momia Viviente, el Monstruo de Frankenstein, el Hombre Cosa y el Hombre Invisible.
- Los Comandos Aulladores de Nick Fury aparecen en Hulk y los Agentes de S.M.A.S.H., los Comandos Aulladores de Nick Fury aparecen en el tercer episodio de la temporada 2 llamado "Comandos Hulkeadores". Los Comandos Aulladores en este episodio consisten en Blade, Hombre Lobo, N'Kantu, la Momia Viviente, el Monstruo de Frankenstein y Hombre Cosa.

### Marvel Cinematic Universe
- Los Comandos Aulladores de la Segunda Guerra Mundial se introducen por primera vez en el universo cinematográfico de Marvel en el Capitán América: el primer vengador. Allí fueron conducidos por el Capitán América, quien liberó a los Comandos de un campo de prisioneros de Hydra. Su número incluye a Bucky Barnes (Sebastian Stan), Dum Dum Dugan (Neal McDonough), Gabe Jones (Derek Luke), Montgomery Falsworth (JJ Feild), Jim Morita (Kenneth Choi) y Jacques Dernier (Bruno Ricci).
- En Agents of S.H.I.E.L.D., el equipo usa el antiguo equipo de Comandos Aulladores provisto por el agente Antoine Triplett, que es nieto de uno de los Comandos Aulladores. Los Comandos Dugan y Morita también regresan en un flashback, liderados por Peggy Carter (Hayley Atwell).
- Los Comandos Aulladores aparece en Agent Carter en el episodio "The Iron Ceiling". Junto con Dugan, los otros miembros que aparecen incluyen Happy Sam Sawyer (Leonard Roberts), Junior Juniper (James Austin Kerr) y Pinky Pinkerton (Richard Short).[8]
- Además, aparecen versiones alternativas de la línea de tiempo de los Comandos Aulladores en la serie animada de Disney+ What If...? episodio "¿Qué pasaría si... la Capitana Carter hubiera sido la primera Vengadora?".